# Дегтерёв, Юрий Витальевич
Ю́рий Вита́льевич Дегтерёв (укр. Юрій Віталійович Дегтерьов; 5 октября 1948, Сталино — 9 октября 2022, Донецк) — советский футболист, вратарь, украинский тренер. Мастер спорта СССР международного класса. Легенда футбольного клуба «Шахтёр» (Донецк), в составе которого провёл всю карьеру. Игрок сборной СССР. Удостоен звезды на Аллее славы ФК «Шахтёр» возле стадиона «Донбасс Арена».

## Карьера
Воспитанник группы подготовки при команде «Шахтёр» (с 1961). Первый тренер — Пётр Пономаренко.
В 1967 году стал чемпионом СССР среди дублёров. В том же году дебютировал в основном составе «Шахтёра» — 20 ноября 1967 года в матче с командой ЦСКА (2:1). В 1968 году стал основным вратарём и вошёл в число 11 лучших дебютантов сезона (приз журнала «Смена»). Всего за «Шахтёр» сыграл в 321 матче чемпионата страны (пропустил 301 мяч), из них в высшей лиге — 289 матчей (пропустил 285 мячей). В Кубке СССР сыграл 47 матчей (пропустил 38 мячей), в еврокубках — 10 матчей (пропустил 12 мячей). Был капитаном команды.
Запомнился надёжностью и стабильностью, обладал хорошей техникой.

### В сборной
В составе сборной СССР дебютировал 1 августа 1968 года в Гётеборге в товарищеском матче со сборной Швеции (2:2). Следующий матч в национальной команде сыграл в марте 1977 года. В 1977—1978 годах был основным вратарём сборной, участвовал в отборочных матчах чемпионата мира 1978 и чемпионата Европы 1980. Завершил выступления за сборную 19 апреля 1979 года в Тбилиси товарищеским матчем со сборной Швеции (2:0).
Всего за сборную СССР сыграл в 17 матчах (из них 10 на «0»), пропустил 10 мячей.

## Послеигровая карьера
По окончании выступлений за «Шахтёр» работал в ОБХСС, затем начальником отделения уголовного розыска. В 1995 году Дегтерёву было присвоено звание полковника милиции. Тренер вратарей в ФК «Шахтёр» в 1995—1999 годах.
Скончался 9 октября 2022 года в Донецке.

## Достижения

### Командные
«Шахтёр» (Донецк)

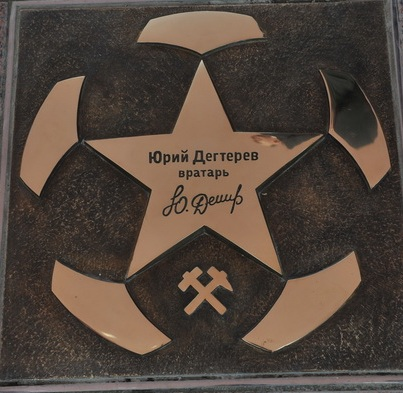
Звезда на Аллее Славы «Шахтёра»

- Серебряный призёр чемпионата СССР: 1975, 1979
- Бронзовый призёр чемпионата СССР: 1978
- Обладатель Кубка СССР: 1980

Сборная СССР
- Чемпион Европы среди юниоров: 1966, 1967

### Личные
- Лучший вратарь СССР (приз журнала «Огонёк»): 1977
- В списках 33 лучших футболистов сезона в СССР (5 раз): № 1 — 1977; № 3 — 1968, 1976, 1978, 1979
- Третий футболист СССР 1977 года (приз еженедельника «Футбол-Хоккей», по опросу журналистов)
- Один из обладателей приза «Лучшие дебютанты сезона»: 1968
- Входит в символический «Клуб Льва Яшина» (вратари, сыгравшие «на ноль» более 100 официальных матчей): 147 матчей
- Член вратарского Клуба имени Евгения Рудакова: 148 матчей без пропущенных мячей[9].

## Статистика выступлений
| Клуб     | Сезон | Чемпионат | Чемпионат | Кубок | Кубок | Еврокубки | Еврокубки | Всего | Всего |
| Клуб     | Сезон | Игры      | ГП        | Игры  | ГП    | Игры      | ГП        | Игры  | ГП    |
| -------- | ----- | --------- | --------- | ----- | ----- | --------- | --------- | ----- | ----- |
| Шахтёр   |       |           |           |       |       |           |           |       |       |
| 1967     | 1     | 1         | -         | -     | -     | -         | 1         | 1     |       |
| 1968     | 18    | 17        | 4         | 4     | -     | -         | 22        | 21    |       |
| 1969     | 6     | 4         | 1         | 1     | -     | -         | 7         | 5     |       |
| 1970     | 2     | 4         | -         | -     | -     | -         | 2         | 4     |       |
| 1971     | 29    | 34        | 3         | 4     | -     | -         | 32        | 38    |       |
| 1972     | 32    | 15        | 2         | 3     | -     | -         | 34        | 18    |       |
| 1973     | 24    | 22        | 3         | 5     | -     | -         | 27        | 27    |       |
| 1974     | 25    | 29        | 7         | 7     | -     | -         | 32        | 36    |       |
| 1975     | 30    | 23        | 1         | 1     | -     | -         | 31        | 24    |       |
| 1976 (в) | 14    | 16        | 3         | 2     | -     | -         | 17        | 18    |       |
| 1976 (о) | 14    | 9         | -         | -     | 6     | 5         | 20        | 14    |       |
| 1977     | 29    | 24        | 3         | 1     | -     | -         | 32        | 25    |       |
| 1978     | 21    | 19        | 8         | 4     | 2     | 4         | 31        | 27    |       |
| 1979     | 24    | 20        | 4         | 4     | 2     | 3         | 30        | 27    |       |
| 1980     | 17    | 25        | 6         | 2     | -     | -         | 23        | 27    |       |
| 1981     | 4     | 5         | -         | -     | -     | -         | 4         | 5     |       |
| 1982     | 23    | 26        | 2         | 1     | -     | -         | 25        | 27    |       |
| 1983     | 8     | 7         | -         | -     | -     | -         | 8         | 7     |       |
| Всего    | Всего | 321       | 300       | 47    | 39    | 10        | 12        | 378   | 351   |